# 사이안화물
사이안화물(cyanide) 또는 시안화물은 탄소 원자와 질소 원자의 삼중 결합인 사이아노기 R-C≡N을 가지고 있는 화합물이다. 사이안화 칼륨(KCN)과 같은 무기 시안화물에서 사이아노기는 사이나이드 이온(CN-)로서 음전하를 갖는 존재하는 것으로 보고, 사이안화 수소의 염형태로 간주한다. 이러한 사이나이드 이온을 갖는 화합물은 일반적으로 강한 독성을 갖는 것으로 알려져 있다. 사이아노기를 가진 유기 화합물은 나이트릴(nitriles)이라고 하는데, 보통 탄소-탄소 결합을 통해서 R-CN의 형태로 존재하는 경우가 많다. 대표적인 것으로 아세토나이트릴을 예로 들 수 있다. 참고로, cyanide란 명칭은 'dark blue'를 뜻하는 그리스어 kyanos에서 유래하였다.